# Saison 1959 de la Ligue canadienne de football
Chronologie
Saison précédente Saison suivante
1959 est la deuxième saison de la Ligue canadienne de football et la 76e saison depuis la fondation de la Canadian Rugby Football Union en 1884.

## Événements
Les Argonauts de Toronto emménagent dans le stade de l'Exposition nationale, qui date de 1949 mais auquel on a ajouté une estrade du côté sud faisant passer sa capacité à 33 150 places. Le match de la coupe Grey y est disputé.

## Classements
| Clt   | Équipe                 | PJ | V  | D  | N | BP  | BC  | Pts |
| ----- | ---------------------- | -- | -- | -- | - | --- | --- | --- |
| +001, | Tiger-Cats de Hamilton | 14 | 10 | 4  | 0 | 298 | 162 | 20  |
| +002, | Rough Riders d'Ottawa  | 14 | 8  | 6  | 0 | 275 | 217 | 16  |
| +003, | Alouettes de Montréal  | 14 | 6  | 8  | 0 | 193 | 305 | 12  |
| +004, | Argonauts de Toronto   | 14 | 4  | 10 | 0 | 192 | 274 | 8   |

| Clt   | Équipe                           | PJ | V  | D  | N | BP  | BC  | Pts |
| ----- | -------------------------------- | -- | -- | -- | - | --- | --- | --- |
| +001, | Blue Bombers de Winnipeg         | 16 | 12 | 4  | 0 | 388 | 235 | 24  |
| +002, | Eskimos d'Edmonton               | 16 | 10 | 6  | 0 | 370 | 221 | 20  |
| +003, | Lions de la Colombie-Britannique | 16 | 9  | 7  | 0 | 306 | 301 | 18  |
| +004, | Stampeders de Calgary            | 16 | 8  | 8  | 0 | 356 | 301 | 16  |
| +005, | Roughriders de la Saskatchewan   | 16 | 1  | 15 | 0 | 175 | 537 | 2   |

## Séries éliminatoires

### Demi-finale de la WIFU
- 31 octobre : Eskimos d'Edmonton 20 - Lions de la Colombie-Britannique 8
- 4 novembre : Lions de la Colombie-Britannique 7 - Eskimos d'Edmonton 41

Edmonton remporte la série 61 à 15.

### Finale de la WIFU
- 11 novembre : Blue Bombers de Winnipeg 19 - Eskimos d'Edmonton 11
- 14 novembre : Eskimos d'Edmonton 8 - Blue Bombers de Winnipeg 16

Winnipeg gagne la série au meilleur de trois matchs 2 à 0 et passe au match de la coupe Grey.

### Demi-finale de la IRFU
- 7 novembre : Alouettes de Montréal 0 - Rough Riders d'Ottawa 43

### Finale de la IRFU
- 14 novembre : Tiger-Cats de Hamilton 5 - Rough Riders d'Ottawa 17
- 21 novembre : Rough Riders d'Ottawa 7 - Tiger-Cats de Hamilton 21

Hamilton remporte la série 26 à 24 et passe au match de la coupe Grey.

### 47ecoupe Grey
- 28 novembre : Les Blue Bombers de Winnipeg gagnent 21-7 contre les Tiger-Cats de Hamilton au stade de l'Exposition nationale à Toronto (Ontario).

## Honneurs individuels
- Trophée Schenley du meilleur joueur : Johnny Bright (en) (CA), Eskimos d'Edmonton
- Trophée Schenley du meilleur joueur de ligne : Roger Nelson (en) (BL), Eskimos d'Edmonton
- Trophée Schenley du meilleur Canadien : Russ Jackson (en) (QA), Rough Riders d'Ottawa
- Trophée Jeff-Russel (courage, habileté, jeu propre et esprit sportif dans l'IRFU) : Russ Jackson (QA), Rough Riders d'Ottawa